# Abbas
Abbas je lahko:
Ime
- Abbas Abdi, iranski politik
- Abbas Aghaei, iranski nogometaš

Priimek
- Ferhat Abbas (1899—1985), alžirski politik
- Mahmud el Akad Abbas (1889—1964), egipčanski pisatelj